# Compressor d'aire
Un compressor d'aire és un dispositiu pneumàtic que converteix l'energia (usant un motor elèctric, un motor dièsel o de benzina, etc.) en energia potencial emmagatzemada en aire pressuritzat (és a dir, aire comprimit ). Mitjançant un de diversos mètodes, un compressor d'aire força cada cop més aire a l'interior d'un tanc d'emmagatzematge, augmentant la pressió. Quan la pressió del tanc arriba al límit superior dissenyat, el compressor d'aire s'apaga. L'aire comprimit, llavors, es manté al tanc fins que es fa servir.  L'energia continguda a l'aire comprimit es pot utilitzar per a una varietat d'aplicacions utilitzant l'energia cinètica de l'aire a mesura que s'allibera i el tanc es despressuritza. Quan la pressió del tanc arriba al límit inferior, el compressor d'aire s'encén novament i torna a pressuritzar el tanc. Un compressor d'aire ha de diferenciar-se d'una bomba perquè funciona amb qualsevol gas/aire, mentre que les bombes funcionen amb un líquid.

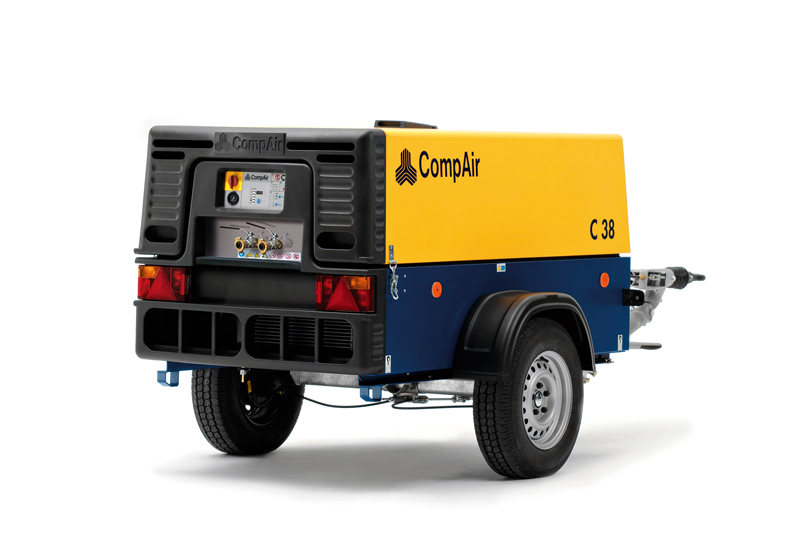
Compressor d'aire portàtil per a eines elèctriques, com martells pneumàtics

## Classificació
Els compressors es poden classificar segons la pressió subministrada:
1. Compressors d'aire de baixa pressió (LPAC), que tenen una pressió de descàrrega de 150 lliures per polzada quadrada (10 bar) o menys[2]
2. Compressors de mitja pressió que tenen una pressió de descàrrega de 151-1000 lliures per polzada quadrada (10,4-68,9 bar).[2]
3. Compressors d'aire d'alta pressió (HPAC), que tenen una pressió de descàrrega superior a 1,000 lliures per polzada quadrada (69 bar)[2]

També es poden classificar segons el disseny i el principi de funcionament:
1. Compressor alternatiu d'una etapa
2. Compressor alternatiu de dues etapes
3. Compressor compost
4. Compressor de cargol rotatiu
5. Compressor rotatiu de paletes
6. Compressor scroll
7. Compressor axial
8. Compressor centrífug

## Tipus de desplaçament

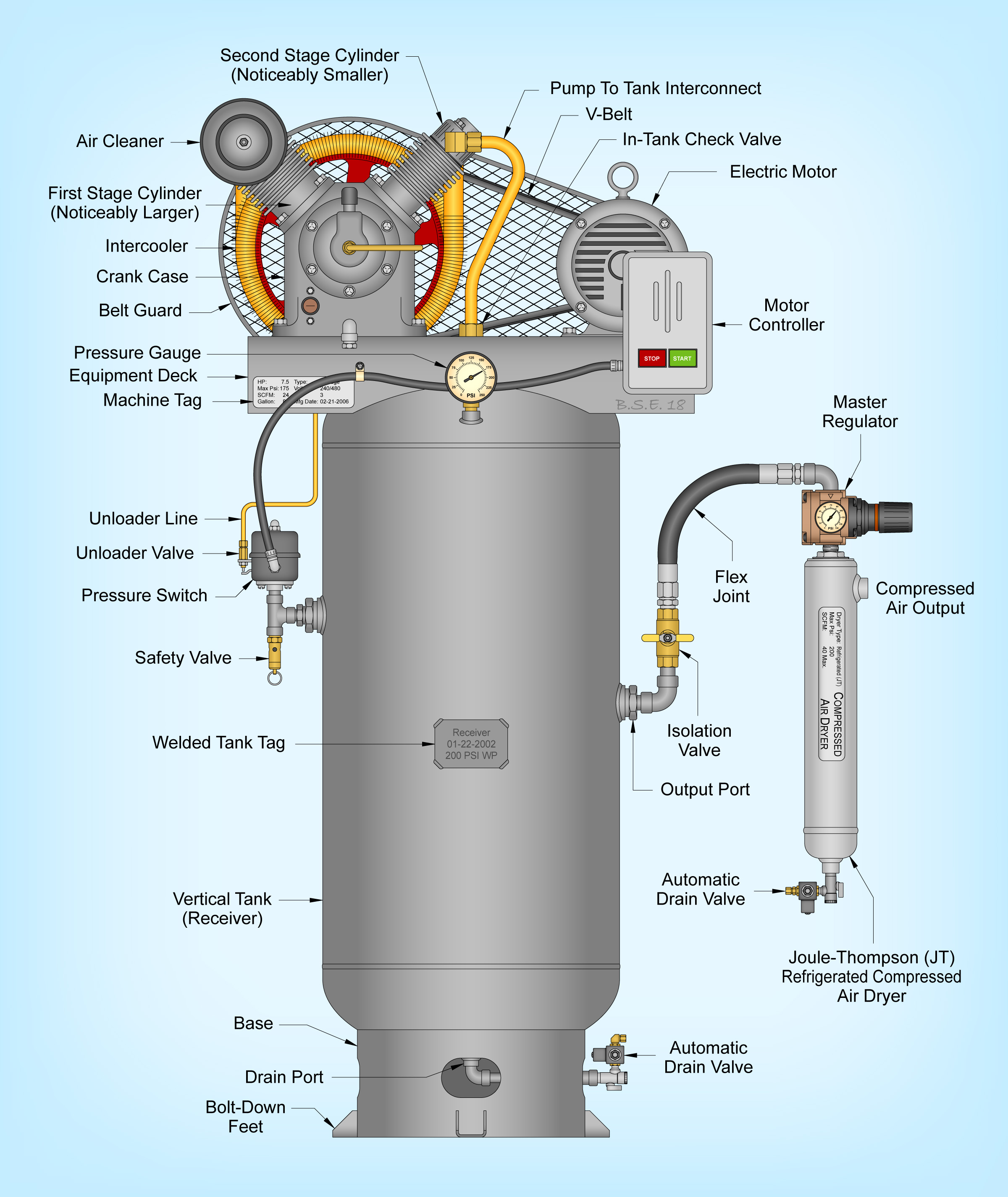
Il·lustració tècnica d'un compressor d'aire de dues etapes

Hi ha nombrosos mètodes de compressió d'aire, dividits en tipus de desplaçament positiu o rotodinàmics.

### Desplaçament positiu
Els compressors de desplaçament positiu funcionen forçant aire en una càmera el volum del qual es redueix per comprimir l'aire. Quan s'arriba a la pressió màxima, s'obre un port o vàlvula i es descarrega aire al sistema de sortida des de la càmera de compressió. Els tipus comuns de compressors de desplaçament positiu són:

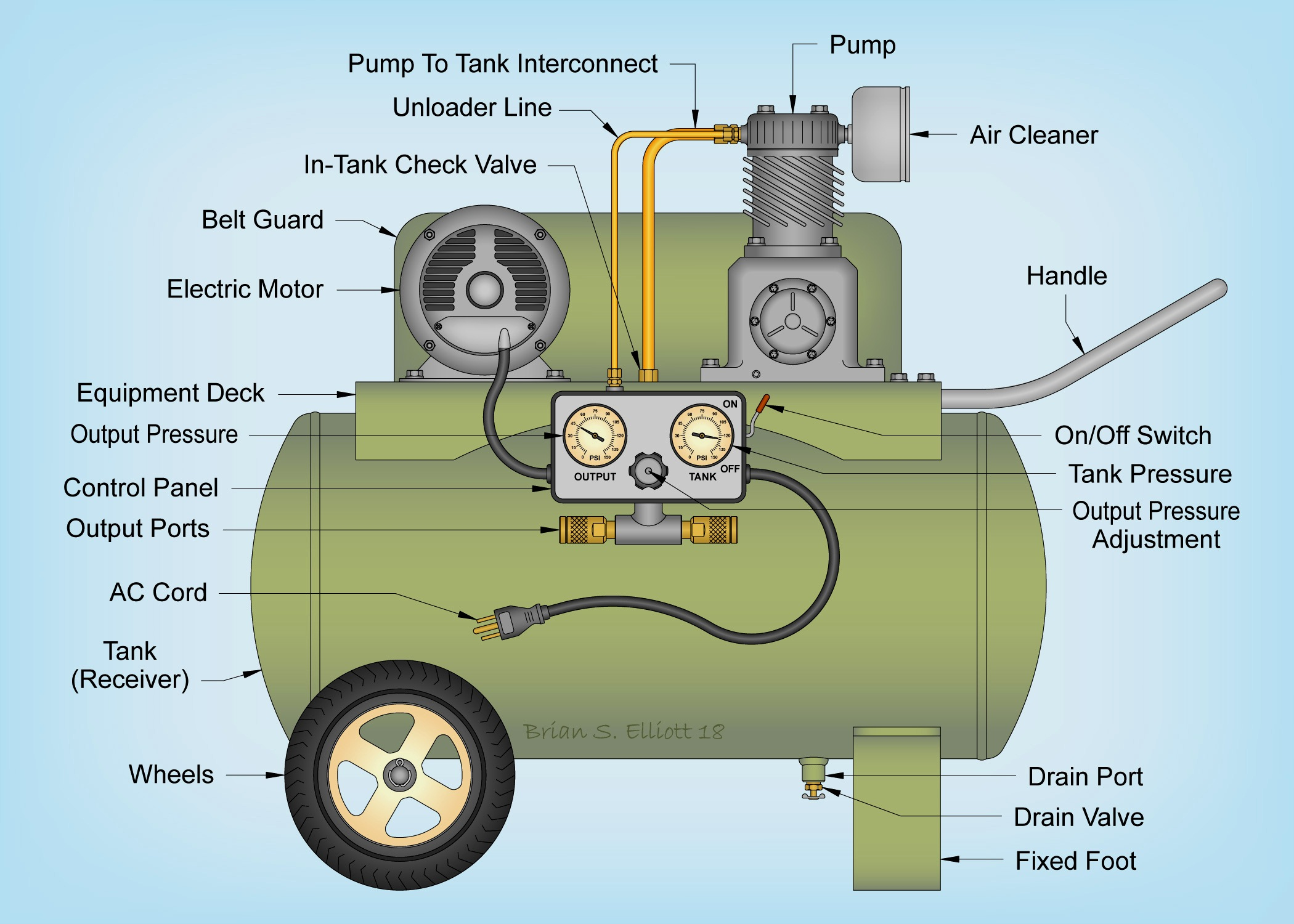
Il·lustració tècnica dun compressor daire portàtil duna etapa

- Tipus de pistó : els compressors d'aire utilitzen aquest principi en bombar aire a una càmera d'aire mitjançant l'ús del moviment constant dels pistons. Usen vàlvules unidireccionals per guiar l'aire cap a dins i cap a fora d'una càmera la base de la qual consisteix en un pistó en moviment. Quan el pistó és a la seva carrera descendent, aspira aire a la càmera. Quan està encès En la carrera ascendent, la càrrega d'aire s'expulsa i entra en un tanc d'emmagatzematge. Els compressors de pistó generalment es divideixen en dues categories bàsiques, una etapa i dues etapes. Els compressors d'una sola etapa generalment cauen al rang de fraccional a 5 cavalls de força. Els compressors de dues etapes normalment cauenIl·lustració tècnica dun compressor daire portàtil duna etapa al rang de 5 a 30 cavalls de força. Els compressors de dues etapes proporcionen una eficiència més gran que els seus contraparts d'una sola etapa. Per això, aquests compressors són les unitats més comunes dins de la comunitat de petites empreses. Les capacitats dels compressors d'una etapa i de dues etapes es proporcionen generalment en cavalls de força (HP), peus cúbics estàndard per minut (SCFM)* i lliures per polzada quadrada (PSI). *En menor mesura, alguns compressors estan classificats en peus cúbics reals per minut (ACFM). Altres estan classificats en peus cúbics per minut (CFM). L'ús de CFM per classificar un compressor és incorrecte perquè representa un cabal que és independent d'una referència de pressió. és a dir, 20 CFM a 60 PSI.
- Compressors de cargol rotatiu: utilitzen compressió de desplaçament positiu fent coincidir dos cargols helicoïdals que, quan es giren, guien l'aire cap a una càmera, el volum de la qual disminueix a mesura que giren els cargols.
- Compressors de paletes: utilitzeu un rotor ranurat amb diferents posicions de les pales per guiar l'aire cap a una càmera i comprimir el volum. Aquest tipus de compressor lliura un volum fix d'aire a altes pressions.

### Desplaçament dinàmic
Els compressors d'aire de desplaçament dinàmic inclouen compressors centrífugs i compressors axials. En aquests tipus, un component giratori imparteix la seva energia cinètica a l'aire, que finalment es converteix en energia de pressió. Aquests usen la força centrífuga generada per un impulsor giratori per accelerar i després desaccelerar l'aire capturat, que el pressuritza.

## Refredament
A causa de l'escalfament adiabàtic, els compressors d'aire requereixen algun mètode per eliminar la calor residual. En general, es tracta d'alguna forma de refrigeració per aire o aigua, encara que alguns compressors (en particular els rotatius) es poden refredar amb oli (que alhora es refreda amb aire o aigua).  Els canvis atmosfèrics també es consideren durant el refredament dels compressors. El tipus de refredament es determina considerant factors com ara la temperatura d'entrada, la temperatura ambient, la potència del compressor i l'àrea d'aplicació. No hi ha un sol tipus de compressor que es pugui utilitzar per a qualsevol aplicació.

## Aplicacions

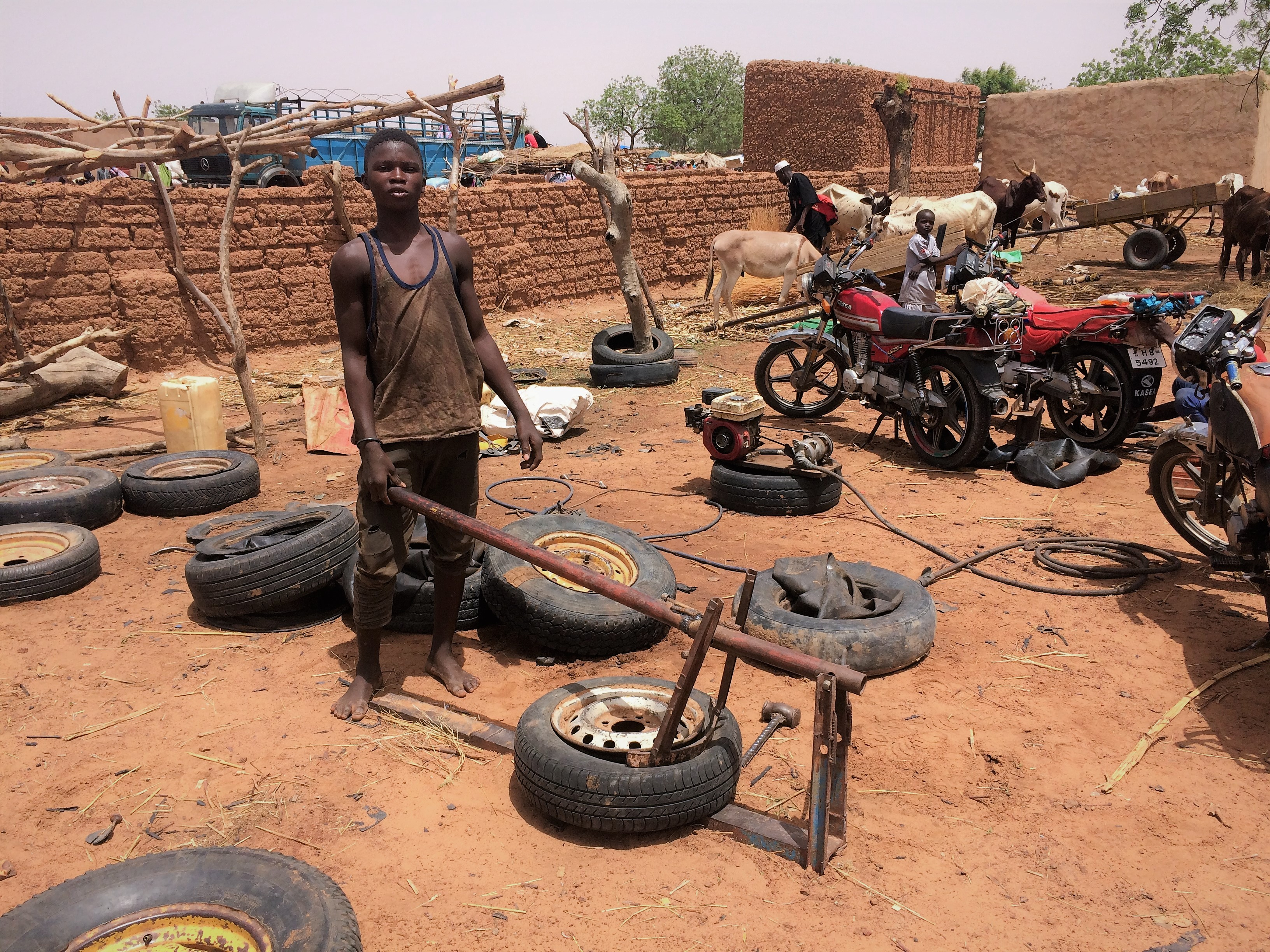
Un petit compressor d'aire en ús en un taller de reparació de pneumàtics de carretera al llogaret de Kodo, Níger.

Els compressors d'aire tenen diversos usos, incloent: subministrament d'aire net a alta pressió per omplir tancs de gas, subministrament d'aire net a pressió moderada a un bus submergit amb subministrament de superfície, subministrament d'aire net a pressió moderada per impulsar algunes vàlvules del sistema de control HVAC pneumàtic d'edificis d'oficines i escoles, pneumàtiques, com martells pneumàtics, omplir tancs d'aire a alta pressió (HPA), per omplir pneumàtics i produir grans volums d'aire a pressió moderada per a processos industrials a gran escala (com a oxidació per a coquització de petroli o sistemes de purga de bosses de plantes de ciment ).
La majoria dels compressors d'aire són de pistó alternatiu, de paletes rotatives o de cargol rotatiu. Els compressors centrífugs són comuns en aplicacions molt grans, mentre que els compressors d'aire de cargol rotatiu, scroll i alternatiu es prefereixen per a aplicacions portàtils més petites.
Els compressors daire estan dissenyats per utilitzar una varietat de fonts d'energia. Si bé els compressors d'aire elèctrics i de benzina/dièsel es troben entre els més populars, els compressors d'aire que utilitzen motors de vehicles, preses de força o ports hidràulics també es fan servir comunament en aplicacions mòbils.
La potència d'un compressor es mesura en HP ( cavalls de força ) i CFM ( peus cúbics per minut d'aire d'admissió).  La mida d'un galó del tanc especifica el volum d'aire comprimit (en reserva) disponible. Els compressors de benzina/dièsel s'utilitzen àmpliament en àrees remotes amb problemes d'accés a l'electricitat. Són sorollosos i requereixen ventilació per als gasos de fuita. Els compressors elèctrics són àmpliament utilitzats en plantes productius, tallers i garatges amb accés permanent a l'electricitat. Els compressors comuns de tallers o garatges són de 110-120 volts o 230-240 volts. Depenent de la mida i el propòsit, els compressors poden ser estacionaris o portàtils.

## Manteniment
Per garantir que tots els tipus de compressors funcionin de manera eficient sense fuites, és imperatiu fer un manteniment de rutina, com ara monotonitzar i reemplaçar els accessoris del compressor d'aire. La majoria dels compressors d'aire es poden operar seguint les instruccions del manual inclòs, a més de comptar amb les refaccions adequades per al manteniment correcte